# 이로도리 오이타
이로도리 오이타(いろどりOITA)은 NHK 오이타 방송국에서 제작되어 방영되고 있는 저녁 뉴스 및 정보 프로그램이다. 2018년 4월 2일 첫방송 되어 현재까지 이어지고 있다.

## 방송 시간
- 월 ~ 금: 오후 6시 10분 ~ 7시(50분)